# Sarah Hunter
Sarah Alice Hunter (n. 19 de septiembre de 1985) es una jugadora internacional inglesa de rugby. Formó parte del equipo que participó en la Copa Mundial Femenina de Rugby de 2010. También fue incluida en la selección de la Copa de 2014.
Hunter empezó jugando en la modalidad de rugby league con nueve años en la escuela primaria Goathland, Longbenton y Gateshead Panthers. Fan del equipo de la Super League Wigan Warriors con el tiempo dejó el rugby league y se pasó, con quince años, al rugby union. Hunter capitaneó el equipo inglés en su gira de tres test matches por Nuvea Zelanda en julio de 2013 y en el Seis Naciones femenino de 2014.
Hunter trabaja como oficial de desarrollo de la RFU para el suroeste. También tiene responsabilidades como entrenadoras con el Bath Rugby Ladies, en Bath (Somerset), donde reside actualmente. 
Fue nombrada miembro de la Orden del Imperio Británico (MBE) con motivo de los honores de año nuevo de 2015 por sus servicios al rugby.
Hunter fue premiada en los World Rugby Awards de 2016 como la mejor jugadora del mundo.
Ha sido la capitana de la selección inglesa que ha ganado el Seis Naciones femenino de 2017, incluido el primer Grand Slam desde 2012.